# Halfbroer
Een halfbroer van een persoon is iemand van het mannelijk geslacht die één ouder, maar niet beide, deelt met die persoon. 
Bij vrouwelijke kinderen spreekt men van halfzusters.
Twee halfbroers, een halfbroer en zijn halfzuster of twee halfzusters zijn dus kinderen van dezelfde vader, maar van verschillende moeders, of kinderen van dezelfde moeder, maar van verschillende vaders.